# OnlySee
OnlySee es el primer álbum de estudio de la cantante y compositora Australiana Sia. Es el único que ha grabado con su nombre completo Sia Furler (posteriormente decidió que su nombre artístico sería simplemente Sia). Fue publicado el 23 de diciembre de 1997, después de haber dejado la banda de acid jazz Crisp. El álbum fue producido por Jesse Flavel.

## Antecedentes
Tras la disolución de Crisp en 1997, Sia fichó por Flavoured Records en Australia y empezó a trabajar en su primer álbum. OnlySee fue producido por Jesse Flavell, que también contribuyó a la composición del álbum. El álbum se grabó en menos de tres semanas, y apenas tuvo promoción.

## Recepción comercial
El álbum tampoco logró entrar en las listas de éxitos, ya que solo vendió 1.200 copias, 1.000 de ellas vendidas solo en Adelaida. Sia, descontenta con el fracaso de su álbum, se mudó a Londres y comenzó a proporcionar la voz principal para el grupo inglés de downtempo Zero 7. Más tarde fichó por el subsello Dance Pool de Sony Music y empezó a trabajar en su segundo álbum de estudio, Healing Is Difficult. La canción "Soon" fue regrabada y renombrada como "Sober and Unkissed" para Healing Is Difficult. OnlySee está actualmente descatalogado.

## Lista de canciones
Flavell como productora de canciones como Onlysee, A Situation, Shadow y otros:
| Sia - OnlySee |                            |                     |          |  |
| N.º           | Título                     | Escritor(es)        | Duración |  |
| 1.            | «Don't Get Me Started»     | Jesse Flavell       | 5:33     |  |
| 2.            | «I Don't Want to Want You» | Flavell, Sia Furler | 5:02     |  |
| 3.            | «Onlysee»                  | Flavell             | 4:14     |  |
| 4.            | «Stories»                  | Furler, Flavell     | 4:40     |  |
| 5.            | «Madlove»                  | Furler              | 1:13     |  |
| 6.            | «A Situation»              | Flavell             | 4:21     |  |
| 7.            | «Shadow»                   | Flavell             | 3:47     |  |
| 8.            | «Asrep Onosim»             | Furler, Flavell     | 6:01     |  |
| 9.            | «Take It to Heart»         | Flavell             | 4:37     |  |
| 10.           | «Beautiful Reality»        | Flavell             | 4:31     |  |
| 11.           | «Soon»                     | Furler, Flavell     | 2:39     |  |
| 12.           | «One More Shot»            | Flavell             | 3:36     |  |
| 13.           | «Tripoutro»                | Furler              | 2:01     |  |
| 52:16         |                            |                     |          |  |